# Райт, Рональд
Рональд Райт (англ. Ronald Wright; 26 ноября 1971, Вашингтон (округ Колумбия), Округ Колумбия, США) — американский боксёр-профессионал, выступающий в средней весовой категории. Чемпион мира в 1-й средней (версия WBO, 1996—1998; версия IBF, 2001—2004; версия WBC, 2004; версия WBA, 2004) весовой категории. Также известен как Винки Райт. Абсолютный чемпион мира (2004).

## 1988—1999
Дебютировал в октябре 1988 года. Выступал в 1-м среднем весе. В начале карьеры (с 1990 по 1999 годы) колесил по всему миру, так как не имел интереса со стороны зрителей. Это объяснется не зрелищным стилем — техничный бокс с постоянным джебом и отсутствие нокаутирующего удара.
В августе 1994 года вышел на чемпионский бой против обладателя титула по версии WBA Хулио Сесара Васкеса. Это был странный бой. Васкес 5 раз посылал Райта в нокдаун, но большого преимущества в бою не имел. Тем не менее, за счёт снятых баллов за падения, Райт проиграл.
В мае 1996 года Райт вышел на бой против чемпиона в 1-м среднем весе по версии WBO Бронко Маккарта. Райт победил раздельным решением.
В августе 1998 года Рональд Райт отправился в ЮАР на бой с небитым намибийцем Гарри Саймоном. В равном бою Райту присудили победу большинством голосов судей. Однако через некоторое время, когда он уже переодевался в раздевалке, ему сообщили, что произошла ошибка — на самом деле победил большинством голосов победил Саймон. Так как Райт не был известен в мире, то скандала не получилось.
В марте 1999 года Уинки в элиминаторе нокаутировал Деррика Грэхема.

## 1999-12-04Рональд Райт —Фернандо Варгас
- Место проведения:  Чинук Винд Касино, Линкольн Касино, Орегон, США
- Результат: Победа Варгаса решением большинства в 12-раундовом бою
- Статус: Чемпионский бой за титул IBF в 1-м среднем весе (3-я защита Варгаса)
- Рефери: Джо Кортес
- Счет судей: Дебра Барнс (112—116 Варгас), Джим Ховард (113—115 Варгас), Дэвид Хесс (114—114)
- Вес: Райт 69,85 кг; Варгас 69,90 кг
- Трансляция: HBO
- Счёт неофициального судьи: Харольд Ледерман (115—113 Райт)

В декабре 1999 года Райт встретился с звездой американского бокса непобеждённым нокаутером чемпионом в 1-м среднем весе по версии IBF Фернандо Варгасом. Это был 1-й бой Варгаса, в котором он не смог нокаутировать противника. Мало того, Райт имел преимущество в бое, однако судьи большинством голосов неожиданно отдали победу Варгасу. После объявления результата зал недовольно загудел. На карте Харольда Ледермана значилась победа Райта, на карте Ларри Мерчанта — ничья. После этого спорного поражения Райта заметили в США, и он далее выступал только у себя на родине.

## 2000—2003
В июне 2000 года состоялся Райт вышел на элиминатор против старого знакомого Бронко Маккарта. На этот раз Райт победил соперника единогласным решеним.
В октябре 2001 года Райт уверенно переиграл по очкам чемпиона по версии IBF Роберта Фрейзера.
В феврале 2002 года Уинки нокаутировал Джейсона Папиллиона.
В сентябре 2002 года Райт в 3-й раз вышел против Бронко Маккарта. Маккарт был дисквалифицирован в 9-м раунде за постоянные удары ниже пояса.
В 2003 году Райт успешно защитил свой пояс чемпиона против Хуана Карлоса Кандело и Анхеля Эрнандеса.

## 2004-03-13Рональд Райт —Шейн Мосли
- Место проведения:  Мандалей Бэй Ресорт энд Касино, Лас-Вегас, Невада, США
- Результат: Победа Райта единогласным решением в 12-раундовом бою
- Статус: Чемпионский бой за титул WBC в 1-м среднем весе (1-я защита Мосли); чемпионский бой за титул WBA в 1-м среднем весе (1-я защита Мосли); чемпионский бой за титул IBF в 1-м среднем весе (4-я защита Райта)
- Рефери: Тони Уикс
- Счет судей: Чак Джиампа (117—111), Дейв Моретти (117—111), Пол Смит (116—112) — все в пользу Райта
- Вес: Райт 69,90 кг; Мосли 69,90 кг
- Трансляция: HBO
- Счёт неофициального судьи: Харольд Ледерман (117—111 Райт)

В марте 2004 года состоялся бой за звание абсолютного чемпиона мира в 1-м среднем весе между чемпионами по версии IBF Рональдом «Уинки» Райтом и версиям WBC и WBA Шейном Мосли. Райт уверенно за счёт джеба победил по очкам.

## 2004
В ноябре 2004 года состоялся реванш между Райтом и Мосли. На этот раз Райт выиграл большинством голосов. После этого боя Райт поднялся в средний вес.

## 2005-05-14Рональд Райт —Феликс Тринидад
- Место проведения:  ЭмДжиЭм Гранд, Лас-Вегас, Невада, США
- Результат: Победа Райта единогласным решением в 12-раундовом бою
- Статус: Отборочный бой за титул WBC в среднем весе
- Рефери: Джей Нейди
- Счет судей: Дуэйн Форд (120—107), Дэйв Моретти (119—108), Джерри Рот (119—108) — все в пользу Райта
- Вес: Райт 72,60 кг; Тринидад 72,60 кг
- Трансляция: HBO PPV
- Счёт неофициального судьи: Харольд Ледерман (119—108 Райт)

В мае 2005 года он встретился в элиминаторе с ещё одной звездой мирового бокса пуэрториканцем Феликсом Тринидадом. Райт за счёт джеба доминировал весь бой. Удары Тринидада в основном приходились в блок. В конце 9-го раунда Тринидад ударил Райт в резинку трусов. Рефери снял за это с пуэрториканца очко. После боя Тринидад заявил об уходе из бокса.

## 2005
В декабре того же года состоялся ещё один отборочный бой между Рональдом Райтом и Сэмом Солиманом. Райт победил по очкам.

## 2006-06-17Джермен Тейлор —Рональд Райт
- Место проведения:  ФедЭкс Форум, Мемфис, Теннесси, США
- Результат: Ничья раздельным решением в 12-раундовом бою
- Статус: Чемпионский бой за титул WBC в среднем весе (2-я защита Тейлора); чемпионский бой за титул WBO в среднем весе (2-я защита Тейлора)
- Рефери: Фрэнк Гарса
- Счет судей: Чак Джиампа (115—113 Тейлор), Рэй Хоукинс (113—115 Райт), Мелвина Лейтэн (114—114)
- Вес: Тейлор 72,60 кг; Райт 72,20 кг
- Трансляция: HBO
- Счёт неофициального судьи: Харольд Ледерман (114—114)

В июне 2006 года Рональд Райт вышел на бой против чемпиона мира в среднем весе по версиям WBC и WBO Джермена Тейлора. Тейлор выбрасывал большее количество ударов, но Райт успешно защищался за счёт блока. К концу боя у Тейлора закрылся правый глаз. По окончании поединка мнения судей разделились — была объявлена ничья. Неофициальный судья Ледерман выставил счёт 114—114. Ничья получилась и у комментатора Ларри Мерчанта. Недовольный вердиктом судей, Райт покинул ринг, не дав послематчевого интервью телеканалу HBO.

## 2006-12-02Рональд Райт —Айк Куартей
- Место проведения:  Ст. Пит Таймс Форум, Лас-Вегас, Невада, США
- Результат: Победа Райта единогласным решением в 12-раундовом бою
- Статус: Рейтинговый бой
- Рефери: Фрэнк Сантори младший
- Счет судей: Дейв Моретти (117—110), Дон Трелла (117—110), Питер Трематерра (117—109) — все в пользу Райта
- Вес: Райт 72,20 кг; Куартей 71,20 кг
- Трансляция: HBO
- Счёт неофициального судьи: Харольд Ледерман (117—109 Райт)

В декабре 2006 года Райт встретился с Айк Кворти. В конце 2-го раунда Райт провёл несколько ударов в голову противника, и тот, слегка зацепившись за ногу Райта, упал на колени. Рефери отсчитал нокдаун. Куартей не согласился с ним. В середине 7-го раунда Райт провёл встречный левый кросс в голову противника. Куартея повело, и он едва не упал. Однако рефери, прервал поединок и отсчитал нокдаун. Райт победил единогласным решением судей.

## 21 июля2007Бернард Хопкинс —Рональд Райт
- Место проведения:  Мандалей Бей Ресорт энд Касино, Лас-Вегас, Невада, США
- Результат: Победа Хопкинса единогласным решением в 12-раундовом бою
- Статус: Рейтинговый бой
- Рефери: Роберт Бёрд
- Счет судей: Глен Хамада (116—112), Дейв Моретти (117—111), Гленн Троубридж (117—111) — все в пользу Хопкинса
- Вес: Хопкинс 77,1 кг; Райт 77,1 кг
- Трансляция: HBO PPV
- Счёт неофициального судьи: Харольд Ледерман (114—114)

В июле 2007 года Райт вышел на ринг против Бернарда Хопкинса. Бой прошёл в промежуточной категории — между 2-м средним весом и полутяжёлым. Поединок был равным. В начале 3-го раунда Хопкинс, оттолкнувшись от канатов, врезался головой в левую бровь противника. У Райта сразу же открылось кровотечение. Рефери приостановил бой и направил к Райту доктора. Врач разрешил продолжить бой. Хопкинс весь бой действовал на грани фола — клинчевал и бодался головой. Рефери делал устные замечания, но ни разу не оштрафовал его. По окончании поединка судьи единогласным решением отдали победу Бернарду Хопкинсу. Неофициальный судья телеканала HBO Харольд Ледерман счёл, что бой закончился вничью.

## 11 апреля 2009 годаРональд Райт —Пол Уильямс
- Место проведения:  Мандалей Бей Ресорт энд Касино, Лас-Вегас, Невада, США
- Результат: Победа Уильямса единогласным решением в 12-раундовом бою
- Статус: Рейтинговый бой
- Счет судей: (119—109), (119—109), (120—108) — все в пользу Уильямса
- Трансляция: HBO PPV

После 21-месячного перерыва Уинки Райт встретился с Полом Уильямсом. Бой проходил в рамках средней весовой категории. Райт проиграл вчистую. Двое судей отдали Райту только 5-й раунд, а третий судья все раунды отдал Уильямсу.